# Juan de Cavallón y Arboleda
Juan de Cavallón y Arboleda (Castillo de Garcimuñoz, Corona de España, 1524 – Ciudad de México, Virreinato de la Nueva España, 1565) fue un abogado y militar español. Se le recuerda como conquistador de Costa Rica, además de ser el fundador en 1561 de la primera población del Valle Central de Costa Rica: la efímera ciudad de Castillo de Garcimuñoz.

## Biografía
Juan de Cavallón y Arboleda había nacido en el año 1524 en la localidad de Castillo de Garcimuñoz de La Mancha Alta, dentro del entonces Reino de Toledo de Castilla la Nueva que formaba parte de la Corona de España. Casó con Leonor de Barahona y Escobar, hija del conquistador Sancho de Barahona. Hija de este matrimonio fue Ángela de Cavallón y Barahona, quien casó con el licenciado Ramírez de Alarcón, hijo de uno de los oidores de la Real Audiencia de Nueva Galicia.
Se graduó como licenciado en Derecho en la Universidad de Alcalá de Henares. 
Fue nombrado el 26 de octubre de 1553 como alcalde mayor de Nicaragua. En 1557 el rey don Felipe II lo nombró oidor de la Real Audiencia de Santo Domingo, pero no desempeñó el cargo. 
En 1560 la Real Audiencia de Guatemala le encomendó la pacificación y poblamiento de Nueva Cartago y Costa Rica, territorio en el cual fuera nombrado alcalde mayor en 1561. 
Para emprender la conquista de este territorio se asoció con fray Juan de Estrada Rávago y Añez, quien en octubre de 1560 fundó la villa del Castillo de Austria en la costa caribeña, pero esta población no subsistió.
Cavallón y Arboleda salió por tierra de Nicaragua en enero de 1561, pasó por Nicoya y llegó a Chomes, donde le esperaba alguna gente que le había precedido y emprendió la marcha tierra adentro, hasta un punto donde estableció un campamento llamado el Real de la Ceniza.
Desde allí despachó varios contingentes a diversos sitios, entre ellos uno al mando del sargento mayor Antonio Álvarez Pereyra, quien prendió al rey chorotega Coyoche en el valle de su nombre, al cual Cavallón dio el nombre de Landecho. Los súbditos de Coyoche vinieron al campamento a prestar servicios y con su ayuda se pudo continuar la marcha hacia el interior.
A finales de marzo de 1561 Cavallón fundó en el sector occidental del Valle Central de Costa Rica una ciudad a la cual dio el nombre de Castillo de Garcimuñoz, en recuerdo de su pueblo natal.
Posteriormente, después de haber sometido frágilmente los reinos huetares de Garabito, Pacaca, Corriravá (Curridabat), Tiribí y Yorustí, fundó la villa de Los Reyes, en las vecindades de la costa del Pacífico, con el puerto de Landecho en la ensenada de Tivives. Uno de sus tenientes, Ignacio de Cota, atravesó la Cordillera Central y llegó al Valle del Guarco.
Cavallón enfrentó la bravía resistencia del rey Garabito, al que no logró someter, y de otros monarcas y príncipes indígenas, a los que trató de modo despótico. Un príncipe llamado Quizarco, hermano del rey de Pacaca Coquiba, fue hecho prisionero por Álvarez Pereyra y llevado a Castillo de Garcimuñoz, donde Cavallón mandó azotarlo y encadenarlo, pero después logró fugarse.
Además, en Castillo de Garcimuñoz estuvieron presos una esposa y dos hijos del rey Garabito, también capturados por Álvarez Pereyra. Todo esto aumentó la resistencia de los indígenas.
El 28 de abril de 1561 el rey Felipe II nombró a Cavallón, fiscal de la Real Audiencia de Guatemala y en enero de 1562 el conquistador se marchó de Costa Rica, dejando el gobierno, en calidad de teniente de alcalde mayor, a fray Juan de Estrada Rávago y Añez.
El 25 de octubre de 1562 fue nombrado fiscal de la Real Audiencia de México.
El licenciado Juan de Cavallón y Arboleda falleció en México en diciembre de 1565, en el desempeño de aquel cargo.

## Representaciones
En 1938, el pintor español radicado en Costa Rica, Tomás Povedano, realizó un dibujo a lápiz de Juan de Cavallón para ilustrar el billete de 20 colones del Banco Nacional, serie E.